# Лейк-Шор (город, Миннесота)
Лейк-Шор (англ. Lake Shore) — город в округе Касс, штат Миннесота, США. На площади 47 км² (33,1 км² — суша, 13,9 км² — вода), согласно переписи 2002 года, проживают 966 человек. Плотность населения составляет 29,2 чел./км².
- FIPS-код города — 27-34928[1]
- GNIS-идентификатор — 0646393[2]